# Herje Rydberg
Herje (Härje) Gustav Rydberg, född 2 juni 1927 i Sveg i Jämtlands län, död 19 februari 2003 i Jönköping, var en svensk målare, grafiker och tecknare.
Han var son till fabrikören Gustav Folke Rydberg och Sigrid Lovisa Andersson och från 1949 gift med Märta Birgitta Kämpe. Rydberg studerade vid Otte Skölds målarskola i Stockholm 1946 och vid Konsthögskolan 1947–1952 samt under studieresor till Jugoslavien, Frankrike och Spanien. Han medverkade i samlingsutställningar arrangerade av Jämtlands läns konstförening och Södra Vätterns konstnärer. Som illustratör och kulturskribent medverkade han i Jönköpings Posten sedan 1958 och ett med illustrationer till ett antal fågelböcker. Hans konst består av figurer, porträtt och landskap utförda i olja, pastell eller akvarell. 